# Charlotte Hornets
Charlotte Hornets este un club de baschet din Charlotte, Carolina de Nord care joacă în Divizia Sud-Est a Conferinței de Est din National Basketball Association. Franciza a fost fondată în 1988 ca echipă de extindere deținută de George Shinn. În anul 2002, Shinn a renunțat la această franciză și a achiziționat una nouă, în New Orleans, ajungându-se la un acord ca Charlotte să poată păstra istoria și bilanțul echipei din perioada 1988-2002. După ce și-a suspendat activitatea timp de două sezoane, franciza Charlotte, între timp redenumită Charlotte Bobcats, a fost reactivată sub un nou patronat pentru sezonul 2004-2005. În 2013, Bobcats au anunțat că vor reveni la numele original, Charlotte Hornets, începând cu sezonul 2014-2015.
Hornets joacă meciurile de acasă în Spectrum Center.